# Дровосек (фильм, 2015)
«Дровосек» (англ. Lumberjack Man) — американский комедийный слэшер 2015 года. Автор сценария и режиссёр — Джош Беар.

## Сюжет
Пока сотрудники лагеря «Добрые Друзья Церкви» готовятся к весенним каникулам, демонический дровосек пробуждается, чтобы отомстить и омыть руки в крови своих жертв.

## Выход
Премьера фильма состоялась в Лос-Анджелесе, штат Калифорния 11 августа 2015 года и в кинотеатрах 16 октября 2015 года.

## Приём
Ари Дрю из Dread Central дал фильму три звезды, считая, что он прикольный, но лишён хороших сценария и визуальных эффектов. Макконахей из Slasher.Club осудил фильм, как «бессмысленный, невероятно плохой фильм с редкими хорошими моментами, которые испорчены плохими героями».